# چار بهوای
چار بهوای (به لاتین: Char Bhuai) یک روستا در بنگلادش است که در استان باریسال و در ناحیه باریسال واقع شده است.